# Deutsche Tourenwagen Masters 2020
Deutsche Tourenwagen Masters 2020 – trzydziesty czwarty sezon serii DTM, a zarazem dwudziesty pierwszy po jej wznowieniu w 2000 roku.

## Kierowcy
| Konstruktor | Samochód                | Silnik                 | Zespół                         | Nr | Kierowcy              | Rundy  |
| ----------- | ----------------------- | ---------------------- | ------------------------------ | -- | --------------------- | ------ |
| Audi        | Audi RS5 Turbo DTM 2020 | Audi RC8 2.0 TFSI I-4t | Audi Sport Team Abt Sportsline | 4  | Robin Frijns          | 1-9    |
| Audi        | Audi RS5 Turbo DTM 2020 | Audi RC8 2.0 TFSI I-4t | Audi Sport Team Abt Sportsline | 51 | Nico Müller           | 1-9    |
| Audi        | Audi RS5 Turbo DTM 2020 | Audi RC8 2.0 TFSI I-4t | Audi Sport Team WRT            | 10 | Harrison Newey        | 1-9    |
| Audi        | Audi RS5 Turbo DTM 2020 | Audi RC8 2.0 TFSI I-4t | Audi Sport Team WRT            | 13 | Fabio Scherer         | 1-9    |
| Audi        | Audi RS5 Turbo DTM 2020 | Audi RC8 2.0 TFSI I-4t | Audi Sport Team WRT            | 62 | Ferdinand Habsburg    | 1-9    |
| Audi        | Audi RS5 Turbo DTM 2020 | Audi RC8 2.0 TFSI I-4t | Audi Sport Team Phoenix        | 19 | Benoît Tréluyer       | 8      |
| Audi        | Audi RS5 Turbo DTM 2020 | Audi RC8 2.0 TFSI I-4t | Audi Sport Team Phoenix        | 28 | Loïc Duval            | 1-7, 9 |
| Audi        | Audi RS5 Turbo DTM 2020 | Audi RC8 2.0 TFSI I-4t | Audi Sport Team Phoenix        | 99 | Mike Rockenfeller     | 1-9    |
| Audi        | Audi RS5 Turbo DTM 2020 | Audi RC8 2.0 TFSI I-4t | Audi Sport Team Rosberg        | 33 | René Rast             | 1-9    |
| Audi        | Audi RS5 Turbo DTM 2020 | Audi RC8 2.0 TFSI I-4t | Audi Sport Team Rosberg        | 53 | Jamie Green           | 1-9    |
| BMW         | BMW M4 Turbo DTM 2020   | BMW P48 Turbo I-4t     | Orlen Team ART                 | 8  | Robert Kubica         | 1-9    |
| BMW         | BMW M4 Turbo DTM 2020   | BMW P48 Turbo I-4t     | BMW Team RMG                   | 11 | Marco Wittmann        | 1-9    |
| BMW         | BMW M4 Turbo DTM 2020   | BMW P48 Turbo I-4t     | BMW Team RMG                   | 16 | Timo Glock            | 1-9    |
| BMW         | BMW M4 Turbo DTM 2020   | BMW P48 Turbo I-4t     | BMW Team RMR                   | 22 | Lucas Auer            | 1-9    |
| BMW         | BMW M4 Turbo DTM 2020   | BMW P48 Turbo I-4t     | BMW Team RMR                   | 27 | Jonathan Aberdein     | 1-9    |
| BMW         | BMW M4 Turbo DTM 2020   | BMW P48 Turbo I-4t     | BMW Team RBM                   | 25 | Philipp Eng           | 1-9    |
| BMW         | BMW M4 Turbo DTM 2020   | BMW P48 Turbo I-4t     | BMW Team RBM                   | 31 | Sheldon van der Linde | 1-9    |

## Kalendarz
| Runda | Data            | Tor                          | Pole Position      | Najszybsze okrążenie  | Zwycięzca (kierowcy)  | Zwycięzca (zespoły)            | Zwycięzca (konstruktorzy) |
| ----- | --------------- | ---------------------------- | ------------------ | --------------------- | --------------------- | ------------------------------ | ------------------------- |
| 1     | 1 sierpnia      | Circuit de Spa-Francorchamps | Robin Frijns       | Nico Müller           | Nico Müller           | Audi Sport Team Abt Sportsline | Audi                      |
| 1     | 2 sierpnia      | Circuit de Spa-Francorchamps | René Rast          | René Rast             | Nico Müller           | Audi Sport Team Abt Sportsline | Audi                      |
| 2     | 15 sierpnia     | EuroSpeedway Lausitz         | Robin Frijns       | Nico Müller           | Nico Müller           | Audi Sport Team Abt Sportsline | Audi                      |
| 2     | 16 sierpnia     | EuroSpeedway Lausitz         | Robin Frijns       | Jamie Green           | René Rast             | Audi Sport Team Rosberg        | Audi                      |
| 3     | 22 sierpnia     | EuroSpeedway Lausitz         | Nico Müller        | Nico Müller           | René Rast             | Audi Sport Team Rosberg        | Audi                      |
| 3     | 23 sierpnia     | EuroSpeedway Lausitz         | Robin Frijns       | Jamie Green           | Lucas Auer            | BMW Team RMR                   | BMW                       |
| 4     | 5 września      | TT Circuit Assen             | Loïc Duval         | Fabio Scherer         | Robin Frijns          | Audi Sport Team Abt Sportsline | Audi                      |
| 4     | 6 września      | TT Circuit Assen             | René Rast          | Sheldon van der Linde | Sheldon van der Linde | BMW Team RBM                   | BMW                       |
| 5     | 12 września     | Nürburgring                  | Nico Müller        | Nico Müller           | Nico Müller           | Audi Sport Team Abt Sportsline | Audi                      |
| 5     | 13 września     | Nürburgring                  | Nico Müller        | Robin Frijns          | Robin Frijns          | Audi Sport Team Abt Sportsline | Audi                      |
| 6     | 19 września     | Nürburgring                  | René Rast          | Nico Müller           | Robin Frijns          | Audi Sport Team Abt Sportsline | Audi                      |
| 6     | 20 września     | Nürburgring                  | Robin Frijns       | René Rast             | Nico Müller           | Audi Sport Team Abt Sportsline | Audi                      |
| 7     | 10 października | Circuit Zolder               | René Rast          | René Rast             | René Rast             | Audi Sport Team Rosberg        | Audi                      |
| 7     | 11 października | Circuit Zolder               | Timo Glock         | Marco Wittmann        | René Rast             | Audi Sport Team Rosberg        | Audi                      |
| 8     | 17 października | Circuit Zolder               | René Rast          | René Rast             | René Rast             | Audi Sport Team Rosberg        | Audi                      |
| 8     | 18 października | Circuit Zolder               | Ferdinand Habsburg | René Rast             | René Rast             | Audi Sport Team Rosberg        | Audi                      |
| 9     | 7 listopada     | Hockenheimring               | René Rast          | René Rast             | Nico Müller           | Audi Sport Team Abt Sportsline | Audi                      |
| 9     | 8 listopada     | Hockenheimring               | René Rast          | René Rast             | René Rast             | Audi Sport Team Rosberg        | Audi                      |

## Klasyfikacja generalna

### Kierowcy[7]
| Miejsce | Kierowca              | Pr. | SPA | SPA | LAU1 | LAU1 | LAU2 | LAU2 | ASS | ASS | NÜR1 | NÜR1 | NÜR2 | NÜR2 | ZOL1 | ZOL1 | ZOL2 | ZOL2 | HOC | HOC | Punkty |
| ------- | --------------------- | --- | --- | --- | ---- | ---- | ---- | ---- | --- | --- | ---- | ---- | ---- | ---- | ---- | ---- | ---- | ---- | --- | --- | ------ |
| 1       | René Rast             | A   | 53  | 31  | 7    | 13   | 12   | 63   | 5   | 51  | 2    | 23   | 21   | 3    | 1    | 13   | 1    | 12   | 21  | 1   | 353    |
| 2       | Nico Müller           | A   | 12  | 13  | 12   | 2    | 21   | 52   | 3   | 3   | 1    | 51   | 53   | 13   | 3    | 9    | 6    | 2    | 12  | 2   | 330    |
| 3       | Robin Frijns          | A   | 91  | 2   | 31   | 41   | 3    | 31   | 12  | 23  | 53   | 12   | 12   | 21   | 23   | NU   | 23   | NU3  | 7   | 5   | 279    |
| 4       | Mike Rockenfeller     | A   | 4   | 5   | 11   | 5    | 6    | 11   | 4   | 11  | 4    | 3    | 9    | 7    | 8    | 2    | NU   | 6    | 6   | 42  | 139    |
| 5       | Timo Glock            | B   | 8   | 13  | 5    | 6    | 4    | 2    | 9   | 6   | 7    | 14   | 10   | 8    | 42   | 41   | 9    | 4    | 14† | 8   | 120    |
| 6       | Sheldon van der Linde | B   | 15  | 6   | 2    | 15   | 9    | 10   | 7   | 1   | 8    | 6    | 8    | 4    | 6    | 102  | 13   | 7    | 10  | 9   | 108    |
| 7       | Loïc Duval            | A   | 3   | 7   | NU3  | 8    | 7    | 8    | 21  | 42  | 9    | 4    | NU   | 9    | 10   | 13   |      |      | 4   | 6   | 108    |
| 8       | Jamie Green           | A   | 2   | 4   | 8    | NU   | 10   | 4    | NS  | 12  | 13   | 7    | 14†  | 15†  | NS   | 15   | 8    | 5    | 3   | 3   | 98     |
| 9       | Marco Wittmann        | B   | 11  | 10  | 4    | 3    | 5    | 9    | 14  | 8   | 3    | 9    | 3    | 5    | 15†  | 8    | 10   | 8    | NU  | 11  | 95     |
| 10      | Ferdinand Habsburg    | A   | NW  | 15  | 6    | 10   | 11   | 14   | 8   | 7   | 11   | 15   | 7    | 62   | 7    | 7    | 32   | 101  | 11  | 14  | 68     |
| 11      | Jonathan Aberdein     | B   | 10  | 9   | 15   | 9    | 14   | 7    | 6   | 13  | 10   | 8    | 6    | 10   | 11   | 11   | 4    | NU   | 53  | 6   | 62     |
| 12      | Lucas Auer            | B   | 7   | 8   | 12   | 14   | 12   | 1    | 11  | 10  | 12   | 11   | 12   | 13   | 12   | 3    | 11   | NU   | 12  | 16  | 51     |
| 13      | Philipp Eng           | B   | 6   | 11  | 9    | 7    | 8    | 12   | 13  | 9   | 6    | 10   | 4    | 12   | 9    | 14   | 12   | NU   | 9   | 10  | 48     |
| 14      | Harrison Newey        | A   | 13  | NU  | 10   | 12   | 15   | 13   | 12  | 15  | 14   | 13   | 11   | 11   | 5    | 6    | 7    | 9    | NU  | 13  | 27     |
| 15      | Robert Kubica         | B   | 14  | 14  | 13   | 13   | 16   | 16   | 10  | 14  | 16   | 12   | 13   | NU   | 14   | 12   | NU   | 3    | 8   | 15  | 20     |
| 16      | Fabio Scherer         | A   | 12  | 12  | 14   | 11   | 13   | 15   | 15  | NU  | 15   | 16†  | NU   | 14   | 13   | 5    | 5    | NU   | 13† | 12  | 20     |
| 17      | Benoît Tréluyer       | A   |     |     |      |      |      |      |     |     |      |      |      |      |      |      | 14   | NU   |     |     | 0      |
| Miejsce | Kierowca              | Pr. | SPA | SPA | LAU1 | LAU1 | LAU2 | LAU2 | ASS | ASS | NÜR1 | NÜR1 | NÜR2 | NÜR2 | ZOL1 | ZOL1 | ZOL2 | ZOL2 | HOC | HOC | Punkty |

### Zespoły
| Pozycja | Zespół                         | Punkty |
| ------- | ------------------------------ | ------ |
| 1       | Audi Sport Team Abt Sportsline | 609    |
| 2       | Audi Sport Team Rosberg        | 451    |
| 3       | Audi Sport Team Phoenix        | 247    |
| 4       | BMW Team RMG                   | 215    |
| 5       | BMW Team RBM                   | 156    |
| 6       | BMW Team RMR                   | 113    |
| 7       | Audi Sport Team WRT            | 103    |
| 8       | Orlen Team ART                 | 20     |

### Konstruktorzy
| Miejsce | Konstruktor | Pr. | SPA | SPA | LAU1 | LAU1 | LAU2 | LAU2 | ASS | ASS | NÜR1 | NÜR1 | NÜR2 | NÜR2 | ZOL1 | ZOL1 | ZOL2 | ZOL2 | HOC | HOC | Punkty |
| ------- | ----------- | --- | --- | --- | ---- | ---- | ---- | ---- | --- | --- | ---- | ---- | ---- | ---- | ---- | ---- | ---- | ---- | --- | --- | ------ |
| 1       | Audi        | A   | 76  | 76  | 60   | 71   | 72   | 51   | 76  | 61  | 71   | 76   | 65   | 72   | 72   | 62   | 74   | 67   | 75  | 76  | 1253   |
| 2       | BMW         | B   | 19  | 15  | 42   | 31   | 28   | 51   | 15  | 39  | 33   | 15   | 39   | 27   | 24   | 37   | 15   | 37   | 16  | 13  | 500    |
| Miejsce | Konstruktor | Pr. | SPA | SPA | LAU1 | LAU1 | LAU2 | LAU2 | ASS | ASS | NÜR1 | NÜR1 | NÜR2 | NÜR2 | ZOL1 | ZOL1 | ZOL2 | ZOL2 | HOC | HOC | Punkty |